# Claudio Giorgi
Claudio Giorgi (Tarcento, Itália, 1944) é um cineasta e ator italiano.

## Filmografia parcial

### Ator
- 1973 - 4 caporali e ½ e un colonnello tutto d'un pezzo, de Bitto Albertini
- 1974 - Lo strano ricatto di una ragazza per bene
- 1974   - I figli di Zanna Bianca
- 1974   - Brigitte, Laura, Ursula, Monica, Raquel, Litz, Florinda, Barbara, Claudia, e Sofia le chiamo tutte... anima mia, de Mauro Ivaldi
- 1975 - Attenti... arrivano le collegiali!
- 1975   - Il ritorno di Shanghai Joe, de Bitto Albertini
- 1976 - L'unica legge in cui credo
- 1977 - Poliziotto sprint, de Stelvio Massi
- 1977   - Emanuelle gialla, de Bitto Albertini

### Diretor
- 1975 - Ancora una volta... a Venezia como Claudio Giorgi
- 1976 - L'unica legge in cui credo como Claudio Giorgi
- 1977 - Candido erotico como Claudio De Molinis
- 1978 - La febbre americana como Claude Miller
- 1980 - Tranquille donne di compagna como Claudio De Molinis
- 1981 - C'è un fantasma nel mio letto como Claudio De Molinis